# 宇高良哲
宇高 良哲（うだか よしあき、1942年 - ）は、日本の仏教学者、大正大学名誉教授。
埼玉県出身。大正大学大学院修士課程修了、大正大講師、助教授、教授、1998年「近世関東仏教教団の研究 特に浄土宗・真言宗・天台宗を中心に」で大正大学文学博士。2012年定年退任、名誉教授。

## 著書
- 『江戸幕府の仏教教団統制』東洋文化出版 1987
- 『徳川家康と関東仏教教団』東洋文化出版 1987
- 『南光坊天海の研究』青史出版 2012
- 『近世浄土宗史の研究』青史出版、2015
- 『触頭制度の研究』青史出版 2017
- 『近世新義真言宗史の研究』青史出版 2017

### 共編
- 『江戸浄土宗寺院寺誌史料集成』編 大東出版社 1979
- 『關東淨土宗檀林古文書選』編著 東洋文化出版 1982
- 『岐阜本誓寺文書 浄土宗』中野正明共編著 東洋文化出版 近世寺院史料叢書 1983
- 『武蔵吉見息障院文書 新義真言宗』徳永隆宣共編著 東洋文化出版 近世寺院史料叢書 1983
- 『仙台仙岳院文書 天台宗』佐々木邦世共編著 東洋文化出版 近世寺院史料叢書 1984
- 『武蔵越生山本坊文書 本山派修験』編著 東洋文化出版 近世寺院史料叢書 1985
- 『甲斐善光寺文書 浄土宗』吉原浩人共編著 東洋文化出版 近世寺院史料叢書 1986
- 『喜多院日鑑』全17巻　塩入亮善共編 文化書院 1986-2011
- 『増上寺日鑑』全6巻 編 文化書院 2001-08
- 『法然上人絵伝講座』玉山成元共著 浄土宗 2004
- 『日本仏教編年大鑑 八宗総覧』大久保良峻,山口耕栄,千葉乗隆,竹貫元勝,廣瀬良弘,渡辺宝陽監修 四季社 2009
- 『先求院文書』中川仁喜共編 文化書院 2012
- 『南光坊天海関係文書集』編 青史出版 2016